# Digitaria planiculmis
Digitaria planiculmis är en gräsart som beskrevs av Johannes Jan Theodoor Henrard. Digitaria planiculmis ingår i släktet fingerhirser, och familjen gräs. Inga underarter finns listade i Catalogue of Life.